# Matei-Adrian Dobrovie
Matei-Adrian Dobrovie (n. 26 august 1983, București, România) este un deputat român, ales în 2016 în București din partea Uniunii Salvați România (USR). În octombrie 2018 a demisionat din partid din cauza opoziției partidului față de redefinirea noțiunii juridice de „familie” în Constituție și a continuat să activeze ca independent.